# 106 FM (Bakú)
106 FM es una emisora de radio comercial de Azerbaiyán, propiedad de la compañía Azad Azərbaycan Teleradio Yayım Şirkəti.

## Historia
La emisora inició sus transmisiones el 4 de marzo de 1999, siendo la segunda emisora de radio del grupo de medios Azad Azərbaycan (ATV).
El 30 de septiembre de 2008, el Consejo nacional de Radio y Televisión renovó la licencia de explotación de la frecuencia por un período de seis años.

## Programación
El contenido de la emisora gira en torno a la música, con espacios de peticiones y dedicatorias, talk-shows y programas especializados en géneros como House, Hip-Hop y R&B.
La selección musical está basada en los últimos éxitos del pop internacional en lengua inglesa y Electro Latino, con escasa o nula presencia en antena de música de origen local.

## Datos técnicos
Su emisión en frecuencia modulada desde la torre de televisión de Bakú, en la frecuencia de 106,0 MHz, permite su recepción en Bakú y alrededores, Sumqayit y la práctica totalidad de la península de Absheron.